# جاك بيندر (منتج أفلام)
جاك بيندر (بالإنجليزية: Jack Binder)‏ هو منتج أفلام أمريكي، ولد في 1940 في الولايات المتحدة.

## وصلات خارجية
- جاك بيندر على موقع IMDb (الإنجليزية)
- جاك بيندر على موقع ألو سيني (الفرنسية)
- جاك بيندر على موقع أول موفي (الإنجليزية)
- جاك بيندر على موقع قاعدة بيانات الأفلام السويدية (السويدية)
- جاك بيندر على موقع قاعدة بيانات الفيلم (الإنجليزية)
- جاك بيندر على موقع كينوبويسك (الروسية)